# Ede, Krokoms kommun
Ede (jämtska: Äda) är kyrkbyn i Offerdals socken och en småort i Offerdals distrikt i Krokoms kommun, Jämtlands län. Byn är belägen längs länsväg Z 675 mellan Änge och Kaxås.
Vid småortsavgränsningen 1995 var andelen fritidshus högre än 50 procent i småorten.

## Historia
Byn omnämns första gången år 1494 då en Thordh i Edhan uppträder som vittnesman. Bynamnet kan härledas till det området mellan Hällsjön och Kriken som kan sägas utgöra ett ed (gångställen mellan vatten). I byns utkanter ligger bland annat Viken, Edefors och Sunnanå. Rösta är en del av Ede som ursprungligen avsåg det nuvarande Prästbordet. Rösta omnämns första gången år 1568 som Röstadh. 
Ede har genom historien varit en jordbruksbygd. På 1100-talet blev Ede centrum i socknen genom att Offerdals kyrka byggdes där, mellan de två befolkningscentrumen i väster (Åflo-Kaxås) och i öster (Änge-Rise-Tulleråsen). Ede blev därmed även centrum i Offerdals landskommun fram till början på 1900-talet då Änge övertog den rollen.
Handeln i Offerdal var länge koncentrerad till kyrkbygden. År 1853 startades i Ede socknens första lanthandel av Per och Magnus Andersson. År 1868 öppnades en affär i Rösta i Ede som övertogs av Karl Larsson. År 1872 startade Offerdals Hushållnings-Förenings AB en affär i Ede. Drygt 100 år senare, 1978, stängde den sista affären i kyrkbygden. I Ede fanns även bland annat urmakeri och ett tegelbruk vid Sunnanå som drevs av Lars Ersson Åström. Tegelbruket flyttade i början av 1900-talet till Trolltjärnen i Åflo. 
I mitten på 1900-talet flyttades kommunens ålderdomshem från Åflohammar till Ede. Ålderdomshemmet, Hällebo, är i dag ett äldreboende och den dominerande arbetsgivaren i Ede.

### Befolkningsutveckling
| Befolkningsutvecklingen i Ede 1960–2015                          | Befolkningsutvecklingen i Ede 1960–2015 | Befolkningsutvecklingen i Ede 1960–2015 | Befolkningsutvecklingen i Ede 1960–2015 | Befolkningsutvecklingen i Ede 1960–2015 |
| ---------------------------------------------------------------- | --------------------------------------- | --------------------------------------- | --------------------------------------- | --------------------------------------- |
|                                                                  |                                         |                                         |                                         |                                         |
| År                                                               |                                         |                                         | Folkmängd                               | Areal (ha)                              |
| 1960                                                             | 1960                                    |                                         | 152                                     | ¤                                       |
| 1990                                                             | 1990                                    |                                         | 101                                     | 25#                                     |
| 1995                                                             | 1995                                    |                                         | 60                                      | 33#                                     |
| 2000                                                             | 2000                                    |                                         | 67                                      | 32#                                     |
| 2005                                                             | 2005                                    |                                         | 61                                      | 33#                                     |
| 2010                                                             | 2010                                    |                                         | 114                                     | 33#                                     |
| 2015                                                             | 2015                                    |                                         | 141                                     | 49#                                     |
| Anm.: ¤ Som tätortsbebyggelse med 150-199 invånare # Som småort. |                                         |                                         |                                         |                                         |

## Samhället
Ede by domineras av Offerdals kyrka och därintill liggande prästgård, kyrkogård, församlingshem och pastorsexpedition. 
Hembygdsgården är belägen vid kyrkan med utsikt mot Hällberget och Hällsjön. År 1952 invigdes den första byggnaden på hembygdsgården, den så kallade Bångåsgården. Under årens lopp har sedan ett stort antal byggnader och föremål flyttats till hembygdsgården. 
I centrala Ede finns sockenstugan som tidigare fungerade som kommunkontor i Offerdals landskommun. I sockenstugan fanns fram till 1950-talet bland annat ett häkte. I dag finns bland annat utställningslokaler och ett bildarkiv inrymt i sockenstugan.
Föreningshuset i Ede byggdes år 1901 åt IOGT-logen 373 Dalblomman, som bildades den 28 januari 1883. Nykterhetsrörelsen var stark i Jämtland och en stor mängd logelokaler byggdes, inte minst i Offerdal. Dalblomman i Ede var en av de första nykerhetslogerna i Sverige. Föreningshuset i Ede ritades av en av medlemmarna och är byggt i timmer. I huset finns bland annat en originalmålning av Pelle Linde. Föreningshuset är kvar i sitt ursprungliga skick och är numera ett byggnadsminne. 
En annan intressant byggnad i Ede är Evangeliska Fosterlandsstiftelsens (EFS) byggnad Hyddan. Nämnas kan även den gamla festplatsen Skansen. 

## Kända personer med anknytning till Ede
- Olle Simonsson, keramiker och musiker
- Elias Jonsson, munspelsmusiker

## Bildgalleri

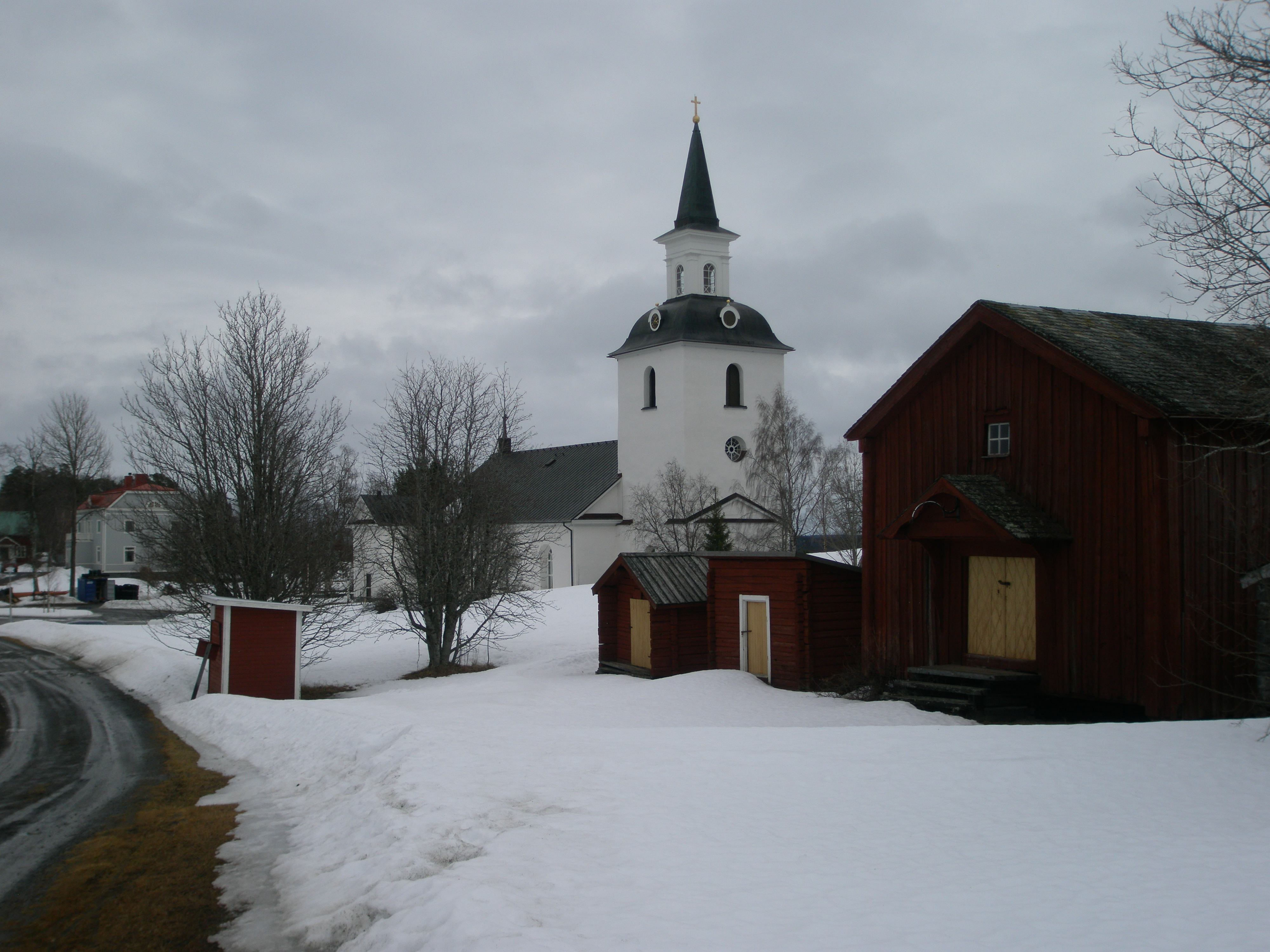
Offerdals kyrka och hembygdsgården i Ede
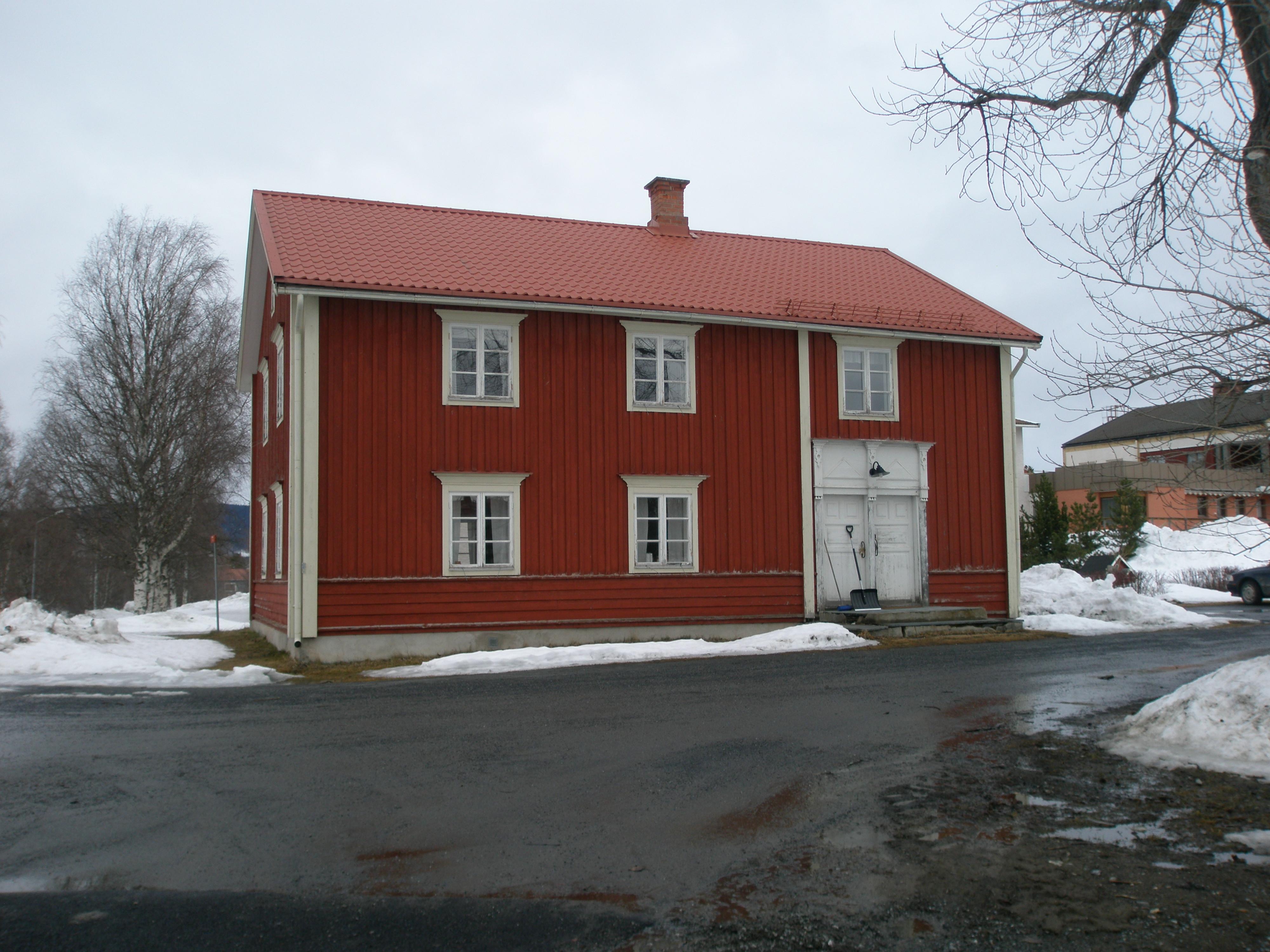
Sockenstugan i Ede
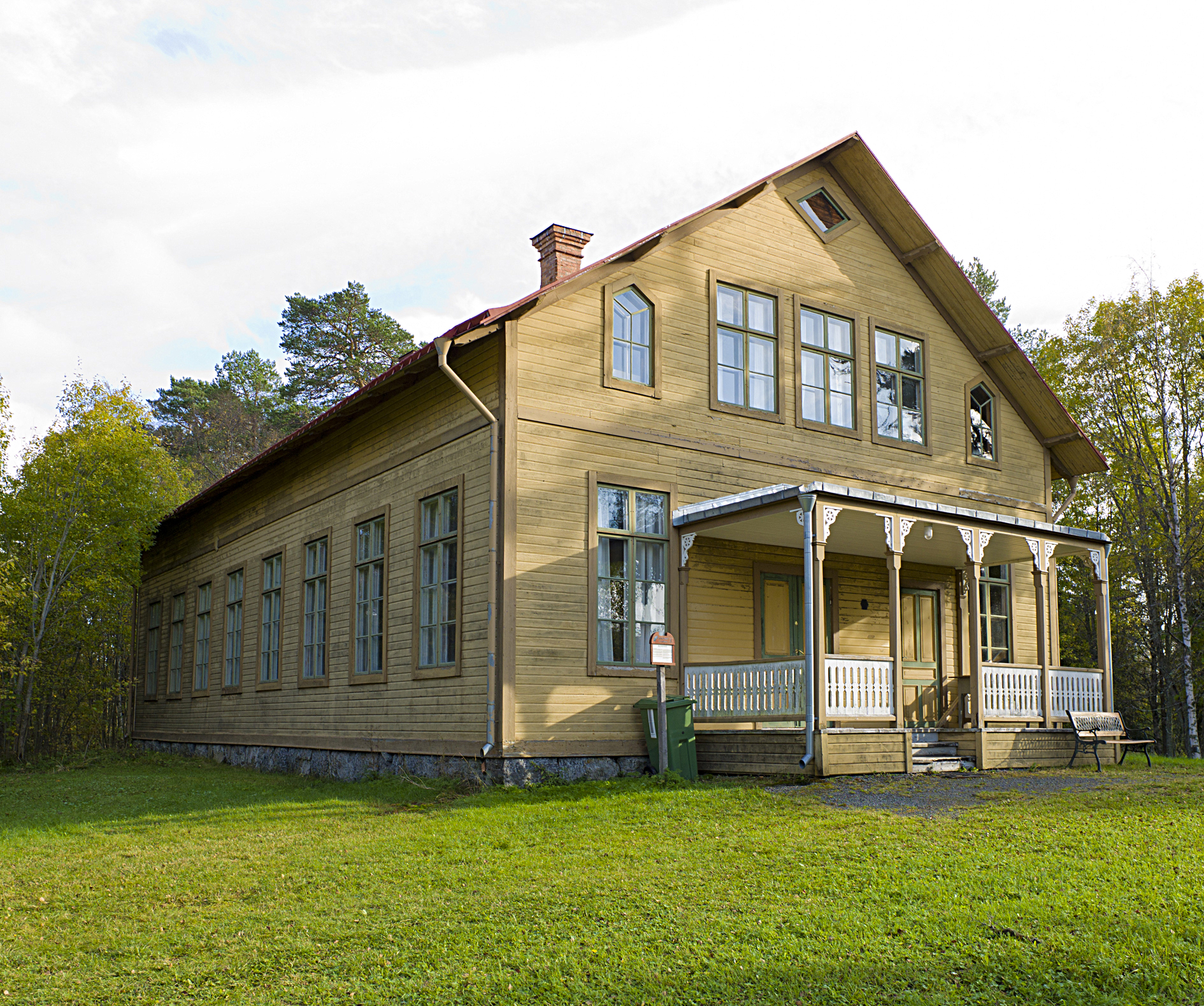
Föreningshuset i Ede